# Ana Curra
Ana Isabel Fernández, conocida artísticamente como Ana Curra y Ana Pegamoide (San Lorenzo de El Escorial, 29 de diciembre de 1958), es una teclista, vocalista y compositora española. En los años 80 fue una de las cantantes y compositoras referentes de la movida madrileña y algunos medios la han denominado la reina del punk en España.
Formó parte de Alaska y los Pegamoides (1979-1982), de Parálisis Permanente (1982-1983) y de Los Seres Vacíos (1982-1984). Atravesó un momento crítico tras la muerte en 1983 de su compañero sentimental y profesional Eduardo Benavente en un accidente de tráfico. Posteriormente ha seguido participando en diversos proyectos musicales además de obtener la plaza de profesora en el Conservatorio de Música de San Lorenzo de El Escorial, su ciudad natal.

## Biografía
Su padre era farmacéutico en San Lorenzo de El Escorial, donde ella nació. Su madre, que había estudiado piano, la aproximó desde niña a la música clásica. Al tiempo que empezaba a ir a la escuela, recibía clases de piano en el conservatorio. Se introdujo en la música pop gracias a sus hermanos, uno de ellos especialmente fan de Bob Dylan, el otro de The Velvet Underground y la música de los años 50. El primer concierto al que la llevaron —ha explicado en alguna de sus entrevistas— fue uno del grupo de Wilko Johnson, Dr. Feelgood, precursores del punk. Luego se interesó por Iggy Pop y Johnny Thunders.
A los 17 años se trasladó a Madrid a estudiar la carrera de farmacia, tiempo en el que tenía ya siete cursos de piano. Allí conectó con algunos miembros de la incipiente "movida madrileña", de la que se convertiría en uno de los referentes.

### "Ana Pegamoide"
Acababa de llegar a Madrid cuando a través de sus hermanos conectó en 1979 con los componentes de Kaka de Luxe y con Alaska, que estaba iniciando el grupo Alaska y los Pegamoides junto a Carlos Berlanga, Nacho Canut y Eduardo Benavente, que sería su pareja. 
Así explicaba en 2014 sus inicios con el grupo:
Mis hermanos me introdujeron en el mundo de la música de la calle. Yo les seguía siempre, y en una de estas fuimos al Sol, estábamos en un concierto de los Zombies, Carlos Berlanga me miró y me dijo «¿Tú no tocarás algún instrumento?». Le contesté que el piano y directamente me preguntó si quería tocar con ellos. Como yo ya tenía localizados a Kaka de Luxe, les dije que vale. También me lo habían pedido Los Secretos, pero yo tenía claro que prefería algo tipo Kaka de Luxe.
Se sumó a la formación, se encargó de los teclados y caja de ritmos y grabó toda su discografía. Una de sus aportaciones al grupo es la segunda voz del sencillo La línea se cortó. La afinidad entre Ana y Olvido fue tal que comenzaron a componer canciones juntas, como “Estrategia militar”, “Redrum” o “Quiero ser santa” en la etapa final de Pegamoides. En el local en el que ensayaban los Pegamoides compartían espacio y experiencias con Los Escaparates, de donde salieron Eduardo Benavente, El Ángel y César Scappa, su pareja en 2014.
Su primer look fue años 50, con algunos modelos heredados de su madre y con otros que ella misma transformaba y adaptaba. Siguió elaborando con cuidado su vestuario en la siguiente etapa, con Parálisis Permanente.

### Parálisis Permanente
En 1982 Ana Curra se incorporó como artista invitada al grupo Parálisis Permanente, que había creado paralelo Javier Benavente, Nacho Canut y su hermano y Eduardo Benavente, según explicó ella misma en una entrevista años después, señalando que hasta la disolución de Pegamoides había participado solo en la composición sin incorporarse abiertamente a Parálisis por respeto y fidelidad al primer proyecto, que no había estado falto de tensión. En una primera época, explica Ana Curra, cuando están Jaime Urrutia y Nacho Canut, no figuró también a causa de su contrato con Hispavox.
Parálisis Permanente apenas hicieron unos seis conciertos antes del accidente que costó la vida a Eduardo Benavente. Publicaron un único álbum, El acto (Tres Cipreses, 1982), del que Ana Curra compuso la mitad de los temas. También es obra suya su último sencillo, Nacidos para dominar (Tres Cipreses 1983), que salió al mercado poco después de la muerte de Benavente en un accidente de tráfico, que sucedió cuando ella conducía el coche de camino de una actuación y por el que el hermano de Eduardo llegó a denunciarla.
Es también la etapa en la que Curra participó al lado de Eduardo Benavente en la creación del primer sello independiente de España, Tres Cipreses, en el cual ambos se ocuparon de la parte artística (82-83).

### Los Seres Vacíos
Paralelamente a Parálisis Permanente Ana y Eduardo Benavente formaron Los Seres Vacíos, nombre con el que grabó en 1982 su primer maxisingle como voz solista, Los celos se apoderan de mí (Tres Cipreses). 
Tras la muerte de Benavente, Ana Curra editó con el mismo nombre otros dos maxisingles: Luna nueva (Tres Cipreses, 1983) y Recuerda (Tres Cipreses, 1984). La falta de resultados comerciales hizo que se tomase una etapa de reflexión.
En 1983 realizó varias colaboraciones, como Negros S.A. con Alaska y Los Nikis, que sacó al mercado un único maxisingle con dos canciones: Sabana, sabana y El Dr. Livingstone, supongo.
Fue una etapa difícil, según ha explicado años después la propia Ana Curra, en la que la artista tuvo problemas con la heroína. En 1984 acabó la carrera de piano y consiguió una plaza en el Conservatorio de San Lorenzo de El Escorial.

### Ana Curra
En 1985, reapareció ya como Ana Curra, en solitario como vocalista, teclista y compositora con un sonido menos lúgubre y más rock —señalan los críticos musicales—, editando un maxi de 4 temas: Una noche sin ti, y Lágrimas en la cara A y Volveré y Lágrimas (versión instrumental) en la cara B (Hispavox) en colaboración con José Battaglio de La Frontera letras y producción, Rafa Balmaseda al bajo y Carlos Torero en la batería. El trabajo les valió para ser elegidos por los oyentes de Radio 3 como el mejor maxi del año. En 1987, se editó el LP Volviendo a las andadas (Hispavox) disco con once canciones del que se extrajeron dos singles, Rien de rien y En esta tarde gris, con una casi nula promoción. También fue teclista en los grupos El último eslabón y Vidas ejemplares.
En 1989, colaboró con Alaska y Dinarama poniendo la voz en el sencillo Quiero ser santa, canción de Parálisis Permanente que se incluyó en el álbum Fan fatal.
En 1993, abandonó su retiro para colaborar en dos conciertos de homenaje a la memoria del batería Toti Árboles bajo el nombre de Los Vengadores que recogido en un CD con 7 temas en edición limitada.
A principios de los años 90 se reencontró con El Ángel, poeta y guitarrista de Los Escaparates que había conocido 15 años atrás en el local donde ensayaban los grupos de la movida madrileña. En 1993 se fue con él a Sevilla para grabar el disco que presentaron juntos en junio de 1994 Polvo de Ángel y un libro de poemas de Ángel, Los planos de la demolición  del que Ana escribió el prólogo. Con él compartió los últimos años de vida del poeta, enfermo de sida y consciente de su situación crítica. Murió en 1995 a causa de un linfoma. En abril de 1997 Ana Curra participó en un montaje teatral basado en este libro realizado por la compañía La Tejera Teatro en el que cantaba en directo.
En 1995 fue coordinadora de Poética, un festival de poesía que tuvo únicamente dos ediciones, la de 1995 en el San Juan Evangelista y otra en 1996 en el Círculo de Bellas Artes de Madrid.
En 2006 concedió por primera vez desde hacía años una entrevista en el programa de radio El tren de los sueños donde relató su experiencia en Alaska y los Pegamoides y la fascinación que había sentido por la espontaneidad de aquellos compañeros vestidos de negro y rosa puñeta, el recelo de Carlos Berlanga a que el resto de miembros interviniera en la composición de los temas y su amor por Eduardo Benavente, a quien la teclista recordaba como "un artista voraz y camaleónico" (con él compartiría luego los proyectos Parálisis Permanente y Seres Vacíos). También el dolor que sintió cuando Benavente murió a los 20 años en un accidente de coche en el que ella conducía ("me llamaban la viuda de Madrid"), su caída en las drogas y cómo la discográfica Dro arrampló con el sello discográfico que había montado la pareja y apenas le pagó los royalties correspondientes.
En abril de 2010 subió de nuevo al escenario en el festival Universimad de Madrid junto a Miguel López, alias Digital 21, pionero en los 90 de la música electrónica, videoartista y productor, recuperando el nombre de Ana Curra en una nueva aventura musical "Digital 21 Vs Ana Curra".
A finales de 2011 llevó a cabo un nuevo proyecto llamado Ana Curra presenta El acto, acompañada por José Battaglio (guitarra), César Scappa (guitarra), Manolo UVI (bajo) y Rafa Le Doc (batería). La intención era dar un concierto el 9 de marzo de 2012 interpretando el repertorio de Parálisis Permanente, cuenta pendiente de Ana desde la muerte de Eduardo y como homenaje a este y a Toti. También subió al escenario Rafa Balmaseda. Además, a modo de presentación, lanzan un doble sencillo con 4 canciones regrabadas en estudio.
En 2013 en el aniversario de la muerte de Eduardo Benavente escribió «Hoy hace 30 años que desplegaste tus inmensas alas negras y me quedé sola con tu ausencia. Han pasado miles de cosas y ya consigo reivindicar tu nombre con lágrimas de alegría y orgullo de habernos penetrado hasta los tuétanos y marcada de por vida. Nos veremos en la orgía final»  fue el cierre de una deuda pendiente con su propia historia, el amor y la muerte, declaró al diario ABC.
Desde hace años es profesora de piano en el conservatorio de San Lorenzo de El Escorial.
En 2017 colaboró en el tema “Extasis místico” , del álbum “Espichufrenia” del grupo sevillano Narco , colaborando con ellos en su directo de fin de gira en la Sala Mon en diciembre de 2018.
En 2024 participa en un único capítulo de la serie documental "Alaska revelada" original de Movistar Plus+. Este capítulo se centra en su relación con Alaska y su papel en la Movida Madrileña. La serie, dividida en tres episodios, explora la vida de Alaska desde diferentes perspectivas, incluyendo su trayectoria musical, su vida personal y sus relaciones.

## Vida personal
Fue la pareja del cantante del grupo Parálisis Permanente, Eduardo Benavente (1962-1983) que murió en un accidente de tráfico. El coche, un Seat Ronda lo conducía la propia Ana. Posteriormente la artista fue musa y pareja del fotógrafo Alberto García-Alix. A principios de los 90 Ana se reencontró con El Ángel joven poeta y músico de la banda Los Escaparates que había conocido a principios de los 80 con problemas de drogadicción y sida. Mantuvo una relación con él durante dos años hasta su muerte en 1995 a causa de un linfoma. Su actual pareja (2014) es el músico César Scappa, también excomponente de Los Escaparates.

## Discografía
Alaska y los Pegamoides
- Horror en el hipermercado (Hispavox, 1980). EP.
- Otra dimensión (Hispavox, 1981). EP.
- Bailando (Hispavox, 1982). EP.
- Grandes éxitos (Hispavox, 1982). LP.
- La línea se cortó/Reacciones (Hispavox, 1982). 7".
- El jardín/Volar (Hispavox, 1982). 7".

Parálisis Permanente
- El acto (Tres Cipreses, 1982). LP.
- Nacidos para dominar/Sangre (Tres Cipreses, 1983). 7".

Negros S.A.
- Sabana, sabana/El Dr.Livingstone, supongo (Lollipop, 1983). 7".

Los Seres Vacíos
- Los celos se apoderan de mí/La casa de la imperfección (Tres Cipreses, 1982). 7".
- Luna nueva/Más (DRO-Tres Cipreses, 1983). 7".
- Recuerda (DRO-Tres Cipreses, 1984). EP.

Ana Curra
- Una noche sin ti (Hispavox, 1985). EP.
- Volveré/Lágrimas (Hispavox, 1986). 7".
- Rien de Rien (Hispavox, 1987). EP.
- En está tarde gris/Crimen perfecto (Hispavox, 1987). 7".
- Volviendo a las andadas (Hispavox, 1987). LP.
- El acto (Frontline, 2012). DOBLE 7".
- Quiero ser santa/Esa extraña sonrisa (Frontline, 2012). 7".

El Último Eslabón
- La condena (Justine, 1987). EP.

Los Vengadores
- El regreso de tus superhéroes (Rock Addiction, 1994). CD EP.

Digital 21 Vs. Ana Curra
- Digital 21 Vs. Ana Curra (PIAS, 2011). LP.

## Publicaciones

### Libros
- Conversaciones con Ana Curra, por Sara Morales. Editorial Efe Eme, 2021. ISBN 9788495749413.